# پیر اتین لمر
پیر اتین لمر (انگلیسی: Pierre-Étienne Lemaire؛ زادهٔ ۲۵ ژانویهٔ ۱۹۹۱) بازیکن فوتبال اهل فرانسه است.
از باشگاه‌هایی که در آن بازی کرده‌است می‌توان به باشگاه فوتبال آنژه اشاره کرد.